# He-Man i Gospodari svemira (TV serija, 2021.)
He-Man i Gospodari svemira (eng. He-Man and the Masters of the Universe), američka animirana serija u izvedbi kanadske animacijske kompanije House of Cool Studios i u produkciji Mattel Televisiona, premijerno prikazana 16. rujna 2021. godine na Netflixu. Radi se o suvremenoj preradi originalne serije He-Man i Gospodari svemira iz prve polovice 1980-ih godina te je jedna od dvije Netflixove televizijske adaptacije Gospodara svemira izdanih iste godine. Druga je Gospodari svemira: Otkriće, koja predstavlja kontinuitet spomenute originalne serije.
Druga sezona premijerno je prikazana u ožujku 2022. godine, a treća u kolovozu iste godine.

## Radnja TV serije
Tinejdžer Adam živi zajedno sa Straškom (Cringer) i Krass'tine u prašumi, u tigrovom plemenu. Dječak se ne sjeća ničega prije dolaska u pleme, a pleme ga je prihvatilo kao svoga. Istovremeno, u Eternosu zlikovci Evelyn i Kronis upošljavaju čarobnicu Teelu da im ukrade Mač Moći iz kraljevske palače. Međutim, poslije uspješno obavljene pljačke, Teela dobija upozorenje putem telepatije koje je upozorava da ne predaje oružje zlikovcima, već da potraži istinskog vlasnika tog oružja.
U prašumama zli krivolovac R'Qazz lovi životinje uz pomoć letećih robota-dronova. U prošlosti je tako uhvatio i zarobio Straška i natjerao ga da se bori s drugim zvjerima u areni, a budući da je Straško to odbio, odrezao mu je kandže. Prilikom dolaska u selo tigrova plemena, Teela je uhvaćena, ali uskoro su selo napali Evelyn i Kronis te je Teela predala Mač Moć Adamu, istinskom vlasniku, koji je preko njega, uz pomoć čarobne preobrazbe doznao da je on He-Man, najmoćniji čovjek u svemiru i branitelj dvorca Siva Lubanja. Tijekom bitke, Kronisov pomoćnik Duncan pridružuje se Adamu, Teeli i članovima tigrova plemena.
Djelovanje Mača Moći budi princa Keldora iz krioničkog sna, u koji je stavljen kako bi se ublažila infekcija koja mu tijelo pretvara u kosti. Uskoro se doznaje da je princ Keldor, mlađi brat kralja Randora od Eternosa, u želji da priskrbi moć dvorca Siva Lubanja za sebe, odabrao čarobno žezlo umjesto Mača Moći, nakon čega je proklet sporom pretvorbom u živog kostura.
Za vrijeme sukoba, susreću se Evelyn i Kronis s princom Keldorom, njihovim bivšim zlim šefom te obnove suradnju s njime, samo kako bi se domogli Mača Moći, nakon čega bi ga likvidirali. Princ Keldor nailazi na Adama i objašnjava mu da je on kraljevski princ te njegov nećak. Unatoč tome, Keldor ga ostvalja na milost i nemilost što Adamu daje do znanja da je njegov stric jako zla osoba.
Princ Adam kreće zajedno s Teelom, Krass'tine, Straškom i Duncanom u potjeru za Keldorom koji je krenuo uništiti dvorac Siva Lubanja. Tamo njegovi prijatelji doznaju da i oni mogu doživjeti preobrazbu uz pomoć Adamovog Mača Moći. Teela se pretvara u novu Čarobnicu dvorca Siva Lubanja,  Krass'tine u Ram Ma'am, Straško u Borbenog Mačka, a Duncan u Man-At-Armsa.
Poslije sukoba sa Keldorom, koji se uz pomoć sila dvorca Siva Lubanja preobrazio u Skeletora, i njegovih pomoćnika, Skeletor se povlači u Zonu straha na Zmijsku planinu, a princ Adam i njegovi prijatelji nastoje u što kraćem roku ovladati novim vještinama uz pomoć duha bivše Čarobnice, Teele-Na, koju je Keldor ubio.
Na Zmijskoj planini, Skeletor izrađuje magični Štap Uništenja, koji mu daje dodatne zle moći. Svoj tim Zlih ratnika širi na divljeg krivolovca R'Qazza s kojim se Evelyn i Kronis dogovaraju da će ubiti Skeletora čim im preda dio moći.
Tijekom oluje koju je poslao Skeletor na Eternos, susretnu se Adam i kralj Randor te Adam kazuje ocu da je njegov dugo izgubljeni sin. Kralj Randor zatraži od sina da se odrekne Mača Moći ili inače ne može biti njegov sin, ali Adam odbije ultimatum i vrati se u dvorac Siva Lubanja.

## Glavni glumci
- Yuri Lowenthal –  princ Adam / He-Man i Tuvar
- Max Stubington –  mladi prince Adam
- Kimberly Brooks –  Teela / Čarobnica aka Teela-Na
- Judy Alice Lee –  Krass'tine / Ram-Ma'am
- David Kaye –  Straško / Borbeni Mačak
- Antony Del Rio –  Duncan / Man-at-Arms
- Benjamin Diskin –  Keldor / Skeletor
- Roger Craig Smith –  Kronis / Trap Jaw and General Dolos
- Grey Griffin –  Evelyn / Evil-Lyn i Mo'squita-ra
- Trevor Devall –  R'Qazz / Beast Man
- Fred Tatasciore –  Kralj Randor i Baddrah
- Tom Kenny –  Ork-0
- Zeno Robinson –  Kralj Stratos
- Stephen Fry –  Man-E-Faces
- Dee Bradley Baker –  Webstor
- Kevin Smith –  Tri-Klops
- Alan Oppenheimer –  Kralj Grayskull
- George Takei –  Mer-Man
- Wallace Shawn –  Orko Veliki
- Kevin Conroy –  Hordak
- Max Mitchel –  Kitty

## Vanjske poveznice
- He-Man i Gospodari svemira –  imdb.com (engl.)